# Список врагов Никсона

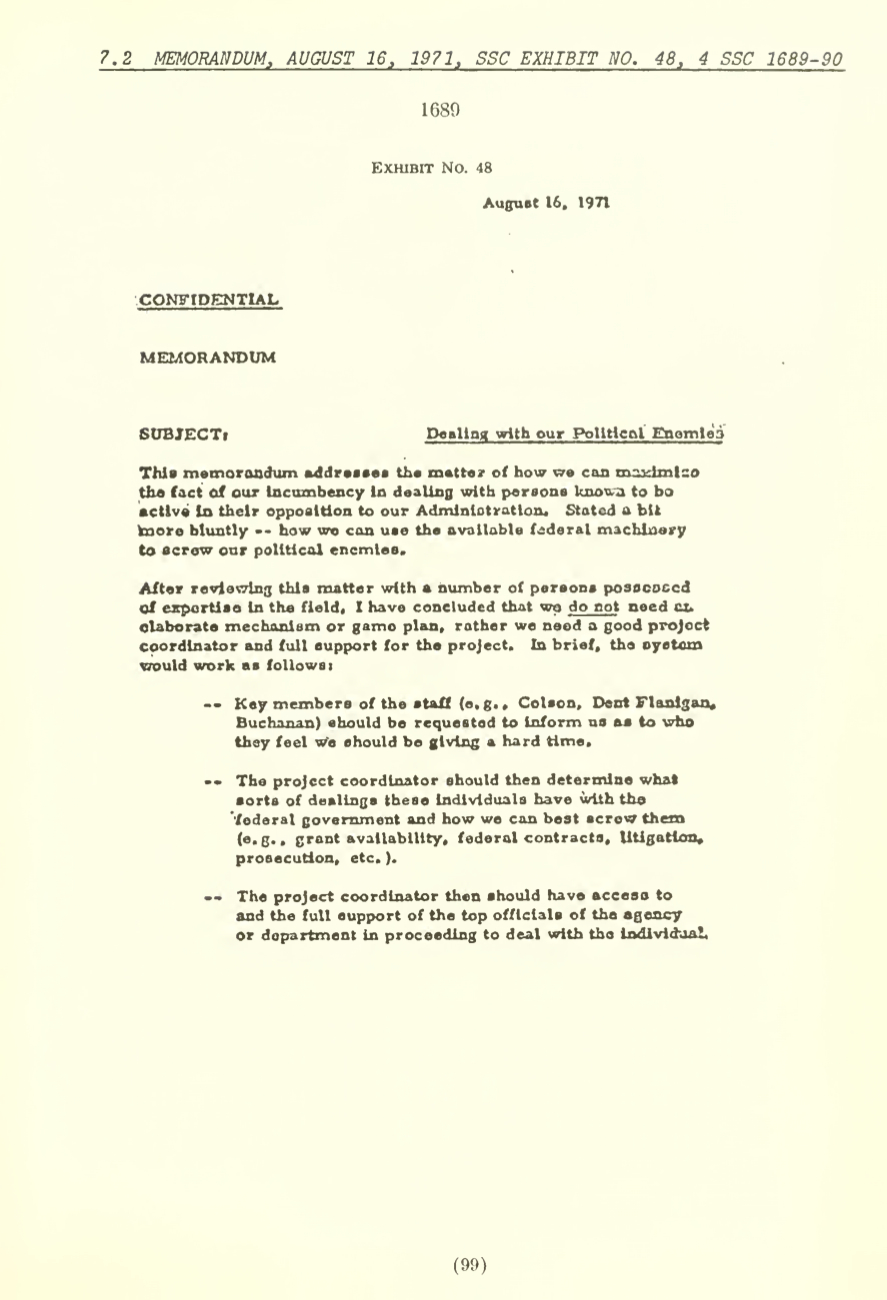
Титульный лист Меморандума от 16 августа 1971 года «О деятельности в отношении наших политических врагов»

Список врагов Никсона (англ. Nixon's Enemies List) — неофициальное название документа, содержащего список основных политических оппонентов президента США Ричарда Никсона. Список был составлен советником президента Чарльзом Колсоном, записан помощником Колсона — специальным советником Белого дома Джорджем Беллом и направлен в виде меморандума советнику Белого дома Джону Дину 9 сентября 1971 года.
Подготовке списка предшествовала работа по выявлению и сбору информации о «политических врагах»: так 16 августа 1971 года Джоном Дином был составлен Меморандум «О деятельности в отношении наших политических врагов».
Лица, указанные в списке, должны были подвергнуться давлению, в том числе посредством проведения проверок Налоговым управлением США.
Список стал достоянием общественности, когда Дин упомянул в ходе слушаний в Сенате специальным комитетом по расследованию Уотергейтского скандала, что существовал список тех, кому президент не нравится. Журналисту Дэниэлу Шорру, который, как оказалось, был в списке, удалось в тот же день получить копию списка.
Список был частью кампании, официально известной как «список противников» и «проект политических врагов». В дальнейшем был составлен «Расширенный список», включающий сотни имён, которые постоянно менялись. В результате работы комиссии Сената и этот список был полностью (576 фамилий, с рядом повторов) обнародован в газете «Вашингтон пост» от 21 декабря 1973 года.

## Лица, включённые в список
Первоначальный список из двадцати «политических врагов» включал:
1. Арнольд Пикер[англ.] — деятель киноиндустрии, член Международной комиссии по вопросам образования и культуры при президенте Л. Джонсоне.
2. Александр Бэркэн[англ.] — профсоюзный деятель, глава комитета политического образования крупнейшего в США объединения профсоюзов «AFL-CIO».
3. Эдвин Гутман[англ.] — журналист, пресс-секретарь Р. Кеннеди во время занятия им поста Генерального прокурора.
4. Максвелл Дэн[англ.] — деятель рекламы, в ходе президентских выборов 1964 года создавал антиагитационные материалы в отношении кандидата Б. Голдуотера.
5. Чарльз Дисон[англ.] — предприниматель, участник ряда финансовых проектов правительства США.
6. Говард Штейн[англ.] — финансист, в 1970-м году попал на обложку журнала «Таймс».
7. Элард Ловенштейн[англ.] — конгрессмен в 1969—1971 годах, участник антивоенного движения, в 1970 году во время выборов президента возглавил движение «Слить Никсона».
8. Мортон Гальперин[англ.] — специалист по международным отношениям, считается, что это он в 1969 году слил в прессу факт тайных бомбардировок Камбоджи.
9. Леонард Вудкок — в 1970 году, после трагической гибели Уолтера Рейтера, стал президентом Объединенного профсоюза рабочих автомобильной промышленности.
10. Стэрлин Манро[англ.] — помощник сенатора Г. Джексона — одного из 15-ти кандидатов от демократов на президентских выборах 1972 года.
11. Бернард Фельд[англ.] — физик-атомщик, профессор МТИ, в 1963—1973 годах председатель американского отделения Пагуошского движения учёных.
12. Сидни Давидофф[англ.] — адвокат, во время инцидента в Кентском университете был переговорщиком от мэра Нью-Йорка, приспустил американский флаг в знак траура по погибшим.
13. Джон Коньерс — член Палаты представителей Конгресса США, критиковал Никсона весь срок его президентства, в июне 1974 года голосовал за импичмент Никсона.
14. Самуэль Ламберт[англ.] — в период президентства Никсона — чиновник сферы образования, выступал против финансирования из бюджета церковно-приходских школ.
15. Стюарт Роулингс Мотт[англ.] — филантроп, сын мэра г. Флинт, создатель фонда, финансировавшего исследования на либеральные темы (в том числе аборта, феминизма, прав геев).
16. Рон Делламс — в 1970 года член Палаты представителей Конгресса США, активно поддерживал сенатора Э. Кеннеди — помощника предыдущего президента Л. Джонсона.
17. Дэниэл Шорр[англ.] — журналист, автор публикаций об СССР и ГДР.
18. Харисон Дугл[англ.] — президент крупнейшего детективного агентства в США, финансировал Х. Хамфри — противника Никсона на президентских выборах 1968 года.
19. Пол Ньюман — актёр, противник войны во Вьетнаме, в ходе президентских выборов 1968 года в ночном телемарафоне перед днём голосования выступил в поддержку Х. Хамфри.
20. Мэри Макгрори[англ.] — журналист, друг семьи Кеннеди, много писала о президентстве Кеннеди, противник войны во Вьетнаме, ежедневно писала статьи с критикой Никсона.

Примечательно, что Дэниэл Шорр, раздобывший список и зачитавший его в прямом эфире, заметил свою фамилию в списке только в ходе эфира, чем был очень удивлён.
Среди лиц, включённых в расширенный список, были не только оппозиционные политики (в основном демократы: Тед Кеннеди, Джордж Макговерн, Уолтер Мондейл, — но также крайне правый Джордж Уоллес) и левые активисты («Чёрные пантеры», Ноам Хомский), но и актриса Кэрол Ченнинг, считавшая этот факт своим величайшим достижением; актёр Тони Рэндалл; учёный-химик Карл Джерасси, связывавший включение его в список с выступлениями против войны во Вьетнаме и в мемуарах заметивший, что в то же время, как он был включён в список «врагов Никсона», Никсон вручил ему Национальную медаль науки; актёр Грегори Пек, включённый в список за либеральный активизм; певица Барбара Стрейзанд, поддерживавшая Демократическую партию.